# Vuelta a Bolivia 2013
Die 6. Vuelta a Bolivia fand vom 1. bis zum 10. November 2013 in Bolivien statt.
Das Radrennen gehörte zur UCI America Tour 2014, wo es in die Kategorie 2.2 eingestuft war. Damit erhielten die ersten acht Fahrer der Gesamtwertung und die ersten drei jeder Etappe sowie der Träger des Gelben Trikots des Gesamtführenden nach jeder Etappe Punkte für die America-Rangliste.
Gesamtsieger des Etappenrennens wurde der Kolumbianer Salvador Moreno (Colombia Coldeportes). Er siegte mit über sechs Minuten Vorsprung auf den zweitplatzierten Bolivianer Óscar Soliz von Pio Rico, der zudem die Bergwertung für sich entscheiden konnte. Das Podium wurde komplettiert von  Morenos Teamkollegen John Martínez.

## Teilnehmer
Am Start standen sieben einheimische bolivianische Mannschaften sowie vier ausländische Teams aus Venezuela, Argentinien, Kolumbien und Chile, davon zwei Continental Teams. Deutschsprachige Fahrer nahmen nicht teil.
| Continental Teams San Luis Somos Todos Colombia Coldeportes Sonstige Teams aus dem Ausland Prodem-Lotería del Táchira Mochilas Head | Regionale Teams aus Bolivien Pio Rico Bicibol Glas Casa Real Campos de Solana Grupo Riberpar | Pollito Rica Avicola Integrada TD Energysol |

## Etappen
| Etappe  | Tag          | Start–Ziel                                                   | km  | Typ                   | Etappensieger        | Gesamtführender  |
| ------- | ------------ | ------------------------------------------------------------ | --- | --------------------- | -------------------- | ---------------- |
| 1.      | 1. November  | Santa Cruz de la Sierra - La Unión - Santa Cruz de la Sierra | 195 | Flachetappe           | Jhonatan Salinas     | Jhonatan Salinas |
| 2.      | 2. November  | Santa Cruz de la Sierra - Santa Cruz de la Sierra            | 211 | Flachetappe           | Royner Navarro       | Royner Navarro   |
| 3.      | 3. November  | Montero - Santa Cruz de la Sierra                            | 50  | Mannschaftszeitfahren | San Luis Somos Todos | Alfredo Lucero   |
| 4.      | 4. November  | Santa Cruz de la Sierra - Okinawa I - Buena Vista            | 189 | Flachetappe           | Jorge Giacinti       | Jorge Giacinti   |
| 5.      | 5. November  | Buena Vista - Villa Tunari                                   | 205 | Flachetappe           | Artur García         | Jorge Giacinti   |
| 6.      | 6. November  | Corani-See - Cochabamba                                      | 146 | Flachetappe           | Rodrigo Contreras    | Jorge Giacinti   |
| 7.      | 7. November  | Bombeo - Oruro                                               | 141 | Mittelgebirgsetappe   | Óscar Soliz          | Salvador Moreno  |
| 8.      | 8. November  | Vila Vila - El Alto                                          | 163 | Flachetappe           | Javier Eduardo Gómez | Salvador Moreno  |
| 9. (1)  | 9. November  | La Paz - San Pablo de Tiquina                                | 116 | Mittelgebirgsetappe   | Justino Quispe       | Salvador Moreno  |
| 9. (2)  | 9. November  | San Pedro de Tiquina - Copacabana                            | 40  | Mittelgebirgsetappe   | Jhonatan Salinas     | Salvador Moreno  |
| 10. (1) | 10. November | Copacabana - San Pedro de Tiquina                            | 39  | Einzelzeitfahren      | Óscar Soliz          | Salvador Moreno  |
| 10. (2) | 10. November | San Pablo de Tiquina - La Paz                                | 121 | Flachetappe           | Artur García         | Salvador Moreno  |